# Angelo Bolaffi
Angelo Bolaffi (Roma, 31 maggio 1946) è un filosofo e politologo italiano.

## Biografia
Laureato in filosofia all'Università degli Studi di Roma "La Sapienza" nel 1969 con Lucio Colletti, ha studiato successivamente all'Università libera di Berlino, per tornare poi come docente di filosofia politica nell'ateneo di formazione. Collaboratore e animatore di riviste quali Rinascita,  Il Contemporaneo, MicroMega, Laboratorio politico, è editorialista di Repubblica e ha diretto l'Istituto italiano di cultura di Berlino. La sua candidatura per il Partito Democratrico alle Elezioni europee del 2019 è stata sostenuta da studiosi e intellettuali quali Massimo Cacciari, Roberto Esposito, Marc Lazar, Lidia Ravera, Adriano Sofri . Studioso del marxismo e della Germania del Novecento, ha curato opere di Gyorgy Lukacs, Horst Mahler, Carl Schmitt e Otto Kirchheimer per editori quali De Donato, Giuffrè, Editori Riuniti.

## Opere principali
- La democrazia in discussione, Bari, De Donato, 1980
- Il sogno tedesco: la nuova Germania e la coscienza europea, Roma, Donzelli, 1993
- Die schrecklichen Deutschen: eine merkwürdige Liebeserklärung, Berlin, Siedler, 1995
- Il crepuscolo della sovranità: filosofia e politica nella Germania del Novecento, Roma, Donzelli, 2002
- Pensiero e potere, Lecce, Pensa MultiMedia, 2006
- Cuore tedesco: il modello Germania, l'Italia e la crisi europea, Roma, Donzelli, 2013; traduzione tedesca, Stuttgart, Klett-Cotta, 2014